# Lucy Percy
Lucy Percy, conosciuta anche col nome di Lucy di Carlisle (1599 – 5 novembre 1660), è stata una nobildonna e agente segreta britannica.

## Storia

### Giovinezza a corte
Era figlia di Henry Percy, IX conte di Northumberland. In seguito al matrimonio, avvenuto il 6 novembre 1617, con James Hay divenne contessa di Carlisle.
Fece parte della corte del re Carlo I d'Inghilterra avendo per amanti Thomas Wentworth, I conte di Strafford e John Pym, oppositori politici degli Stuart, mettendosi al loro servizio come informatrice segreta.

### Spia al servizio di Richelieu
Successivamente divenne amante del Duca di Buckingham che la lasciò preferendole la regina francese Anna d'Austria, moglie di Luigi XIII di Francia. Per vendicarsi dei due amanti si mise al servizio del Cardinale Richelieu, nemico della regina.
Scoprendo indosso al nobile dei diamanti che non gli aveva mai visto, Lucy si convinse che fossero un dono di Anna. Escogitò allora di poter rovinare la reputazione della rivale e smascherare la relazione adulterina rubando alcune pietre che cercò poi di consegnare al cardinale.
La storia dei diamanti venne poi ripresa da Alexandre Dumas per il suo romanzo "I tre moschettieri". Per creare il personaggio di Milady de Winter infatti si ispirò alla figura di Lucy di Carlisle.

## Ascendenza
|                                           |                  |                                      | Genitori                               |  |  | Nonni |  |  | Bisnonni     |  |  | Trisnonni                                       |  |
|                                           |                  |                                      |                                        |  |  |       |  |  | Thomas Percy |  |  | Henry Algernon Percy, V conte di Northumberland |  |
|                                           |                  |                                      |                                        |  |  |       |  |  | Thomas Percy |  |  | Henry Algernon Percy, V conte di Northumberland |  |
|                                           |                  | Catherine Spencer                    |                                        |  |  |       |  |  | Thomas Percy |  |  |                                                 |  |
| Henry Percy, VIII conte di Northumberland |                  |                                      |                                        |  |  |       |  |  | Thomas Percy |  |  |                                                 |  |
|                                           |                  | Eleanor Harbottle                    | Guiscard Harbottle                     |  |  |       |  |  |              |  |  |                                                 |  |
|                                           |                  | Eleanor Harbottle                    | Guiscard Harbottle                     |  |  |       |  |  |              |  |  |                                                 |  |
|                                           |                  | Eleanor Harbottle                    | Jane Willoughby                        |  |  |       |  |  |              |  |  |                                                 |  |
| Henry Percy, IX conte di Northumberland   |                  | Eleanor Harbottle                    |                                        |  |  |       |  |  |              |  |  |                                                 |  |
|                                           |                  | John Neville, IV barone Latimer      | John Neville, III barone Latimer       |  |  |       |  |  |              |  |  |                                                 |  |
|                                           |                  | John Neville, IV barone Latimer      | John Neville, III barone Latimer       |  |  |       |  |  |              |  |  |                                                 |  |
|                                           |                  | John Neville, IV barone Latimer      | Dorothy de Vere                        |  |  |       |  |  |              |  |  |                                                 |  |
| Catherine Neville                         |                  | John Neville, IV barone Latimer      |                                        |  |  |       |  |  |              |  |  |                                                 |  |
|                                           |                  | Lucy Somerset                        | Henry Somerset, II conte di Worcester  |  |  |       |  |  |              |  |  |                                                 |  |
|                                           |                  | Lucy Somerset                        | Henry Somerset, II conte di Worcester  |  |  |       |  |  |              |  |  |                                                 |  |
|                                           |                  | Lucy Somerset                        | Margaret Courtenay                     |  |  |       |  |  |              |  |  |                                                 |  |
| Lucy Percy                                |                  | Lucy Somerset                        |                                        |  |  |       |  |  |              |  |  |                                                 |  |
|                                           | Richard Devereux | Walter Devereux, I visconte Hereford |                                        |  |  |       |  |  |              |  |  |                                                 |  |
|                                           | Richard Devereux | Walter Devereux, I visconte Hereford |                                        |  |  |       |  |  |              |  |  |                                                 |  |
|                                           | Richard Devereux | Mary Grey                            |                                        |  |  |       |  |  |              |  |  |                                                 |  |
| Walter Devereux, I conte di Essex         | Richard Devereux |                                      |                                        |  |  |       |  |  |              |  |  |                                                 |  |
|                                           |                  | Dorothea Hastings                    | George Hastings, I conte di Huntingdon |  |  |       |  |  |              |  |  |                                                 |  |
|                                           |                  | Dorothea Hastings                    | George Hastings, I conte di Huntingdon |  |  |       |  |  |              |  |  |                                                 |  |
|                                           |                  | Dorothea Hastings                    | Anne Stafford                          |  |  |       |  |  |              |  |  |                                                 |  |
| Dorothy Devereux                          |                  | Dorothea Hastings                    |                                        |  |  |       |  |  |              |  |  |                                                 |  |
|                                           |                  | Francis Knollys                      | Robert Knollys                         |  |  |       |  |  |              |  |  |                                                 |  |
|                                           |                  | Francis Knollys                      | Robert Knollys                         |  |  |       |  |  |              |  |  |                                                 |  |
|                                           |                  | Francis Knollys                      | Lettice Penystone                      |  |  |       |  |  |              |  |  |                                                 |  |
| Lettice Knollys                           |                  | Francis Knollys                      |                                        |  |  |       |  |  |              |  |  |                                                 |  |
|                                           |                  | Catherine Carey                      | William Carey                          |  |  |       |  |  |              |  |  |                                                 |  |
|                                           |                  | Catherine Carey                      | William Carey                          |  |  |       |  |  |              |  |  |                                                 |  |
|                                           |                  | Catherine Carey                      | Mary Boleyn                            |  |  |       |  |  |              |  |  |                                                 |  |
|                                           |                  | Catherine Carey                      |                                        |  |  |       |  |  |              |  |  |                                                 |  |